# Coulongé
Coulongé é uma comuna francesa na região administrativa do País do Loire, no departamento de Sarthe. Estende-se por uma área de 15.2 km². Em 2010 a comuna tinha 518 habitantes (densidade: 34,1 hab./km²).